# 幻视任务
《幻视任务》（英語：Vision Quest）是一部即將推出的美國超級英雄類型的網路影集，由潔克·薛佛開創，改編自漫威的漫畫角色幻視 (漫畫)。影集屬於漫威電影宇宙：第六階段系列作品之一。影集由漫威影業製作，預定於線上串流媒體平台Disney+首播。保羅·貝特尼回歸先前漫威電影宇宙中的幻視角色。該系列的已於2022年10月開始，謝弗和保羅·貝特尼也參與其中。
預計於2026年間在Disney+串流。

## 角色
- 保羅·貝特尼 飾演 幻視／白幻視（Vision / The Vision）

復仇者之一，由「鋼鐵人」東尼·史塔克的人工智慧管家「賈維斯」、奧創以及心靈寶石製造而成的機械有機體。幻視於2018年電影《復仇者聯盟3：無限之戰》中死亡。貝特尼出演由汪達使用魔法改寫現實後所營造的幻像中構建的全新幻視，他稱在演出時借鑒了經典情景喜劇演員迪克·范·戴克和休·羅利的表演風格。此外，貝特尼還出演天劍局（感知武器觀測應對局）通過組裝死去的幻視的身體零件構造出的「白幻視」，該角色全身白色，缺少此前的記憶和情感。